# И-ди
И-ди (кит. трад. 楚義帝, пиньинь chuyidi, Справедливый император; умер предположительно в 206 году до н. э.) — ван, а потом император династии Чу в смутное время 208—206 до н. э., во время восстания против династии Цинь и после её падения. Личное имя Ми Сюнсинь (кит. трад. 羋熊心, пиньинь Мi Xiong Xin, первоначально был коронован ваном Чу под именем Хуай-ван (II) (кит. трад. 楚懷王, пиньинь chuhuaiwang).
Царство Чу было занято царством Цинь в 223 году до н. э. (см. Объединение Китая царством Цинь), однако с 209 года до н. э. в Китае поднялись многочисленные восстания, которые привели к восстановлению государств, занятых ранее Цинь. Сюнсинь был внуком чуского Хуай-вана, однако обеднел и жил среди простых людей. Его разыскал генерал Сян Лян, который официально подтвердил его право на трон царства Чу и провозгласил ваном под именем Хуай-ван (II). Фактически же он стал марионеткой Сян Ляна и мало влиял на реальный ход восстания.
После поражения и смерти Сян Ляна его племянник Сян Юй занял столицу Сяньян и сверг династию Цинь. Сян Юй провозгласил себя ваном-гегемоном Западного Чу, при этом дал Сюнсиню титул императора И-ди (Справедливый император). Через короткое время И-ди был отправлен в ссылку в Чэньчэн (совр. Чэньчжоу, Хунань), и во время путешествия убит по приказу Сян Юя.

## Биография

### Ранние годы
Сюнсинь происходил из царской династии Чу Периода Сражающихся царств. Он был внуком чуского Хуай-вана (кит. трад. 楚懷王, упр. 楚怀王, пиньинь Chǔ Huái Wáng), который правил с 328 по 299 годы до н. э. Сюнсинь, однако, не принадлежал основной линии наследования, и потом ещё четыре вана сменяли друг друга на чуском троне, пока царство Чу не было завоёвано царством Цинь в 223 году до н. э., в результате чего оно прекратило своё существование. Сюнсинь стал простолюдином и был далёк от чинов и званий.

### Ситуация вЦиньскойимперии в 209 году
После смерти Цинь Шихуанди (210 год до н. э.) в стране назрело недовольство тяжёлыми принудительными работами и жестоким режимом. Наиболее мощное восстание произошло в царстве Чу с июля 209 года до н. э., которое возглавили Чэнь Шэ и У Гуан (известно как Восстание деревни Дацзэ). Тогда Чэнь Шэ объявил себя ваном, после чего ванами объявили себя многие генералы, в результате возникли трения в среде самих восставших, и Чэнь Шэ был убит телохранителем.

### Титул Хуай-вана II

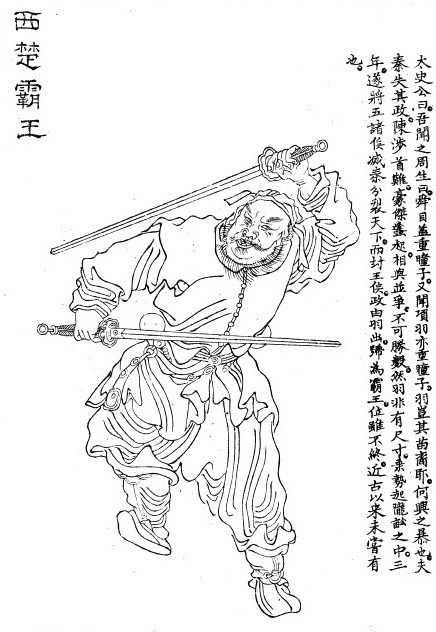
Сян Юй

Руководство восстанием в Чу взял на себя Сян Лян, который попросил совета у Фань Цзэна, семидесятилетнего старца, известного умением строить хитроумные планы. Тот объяснил, что для объединения Чу в борьбе надо найти легитимного вана (которым никак не был Чэнь Шэ), и предложил апеллировать к образу Хуай-вана, о правлении которого в народе остались добрые воспоминания — только так можно было объединить Чу. Сян Лян разыскал Сюнсиня, который пас овец в услужении богатой семье, и посадил его на чуский престол как Хуай-вана (второго) летом 208 года до н. э., получив тем самым поддержку населения.
Хуай-ван оставался марионеткой в руках Сян Ляна. Зимой 208 года до н. э. произошла битва под Динтао, в которой Сян Лян погиб, вследствие чего Хуай-ван получил реальную власть над армией, объединив отряды под центральным командованием. Он назначил Сун И и Лю Бана командующими двух армий и приказал атаковать Цинь. Он также сказал, что титул вана Гуаньчжуна (плодородной области к востоку от Циньской столицы) получит тот, кто первый туда войдёт.
Сян Юй, племянник Сян Ляна, был назначен помощником Сун И, который получил приказ атаковать циньского генерала Чжан Ханя. В это время армия Чжан Ханя заняла столицу царства Чжао — город Ханьдань. Сун И побоялся выступить, тогда Сян Юй пришёл к нему, обвинил его в измене и отрубил ему голову. Хуай-ван получил доклад о том, что произошло, и утвердил Сян Юя командующим армией.
Весной 207 года до н. э. Лю Бан со своей армией вошёл в Гуаньчжун первым, тогда же Цзыин, последний правитель Цинь, сдался и империя Цинь была ликвидирована.

### Провозглашение императором

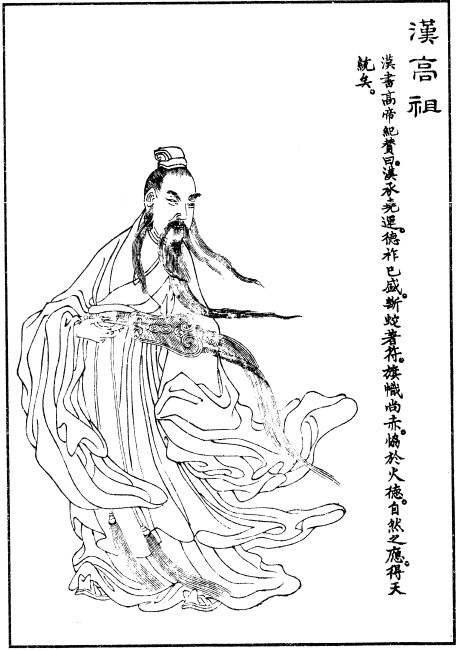
Лю Бан

Лю Бан (будущий основатель Ханьской династии) получил от Хуай-вана титул Гуаньчжунского вана. Однако позднее Сян Юй прибыл в Гуаньчжун сам и потребовал себе тот же титул вместо Лю Бана. Хуай-ван ответил, что титул был присвоен — как было сказано — тому, кто войдёт первым.
Тем не менее, Хуай-ван не обладал авторитетом и оставался ваном только номинально. Сян Юй решил избавиться от Хуай-вана.
Сян Юй провозгласил себя ваном-гегемоном западного Чу и составил план разделения империи Цинь на восемнадцать княжеств, раздав военачальникам титулы ванов. В свете этого плана Хуай-ван получил формально более высокий титул «И-ди» («Справедливый император»), который ставил его выше всех ванов. Титул И-ди в китайском языке при этом двусмысленный. Помимо «справедливый», он имеет также значение «временный», «фиктивный», «ненастоящий». Назначая титул, Сян Юй отметил, что заслуги перед государством имеют в первую очередь генералы, которые позволили победить в войне, но и Хуай-ван, хоть и не имеет заслуг, должен получить свой надел земли.

## Смерть
Через некоторое время Сян Юй направил гонцов переселить «по образцу императоров древности» императора И-ди в «верховья рек» — конкретно в Чэньчэн (современный Чэньчжоу), что фактически означало ссылку. Приближённые, увидев вынужденность ссылки, стали постепенно отворачиваться от И-ди. Тогда Сян Юй тайно приказал двум ванам напасть на И-ди и убить его.
В разных главах исторических записок Ши цзи Сыма Цяня приводятся не согласующиеся версии обстоятельств убийства И-ди. В главах 7-8 указана 4 луна первого года Хань, в 91 главе — 8-я луна второго года Хань, а в хронологических таблицах — 10-я луна второго года Хань (полтора года расхождения). Отличаются также место убийства и исполнители.
Смерть И-ди послужила для Лю Бана прекрасным пропагандистским поводом развязать войну против Сян Юя. Лю Бан держал трёхдневный траур, потом обвинил в 205 году до н. э. Сян Юя в цареубийстве и призвал всех к войне. В 202 году до н. э. Сян Юй потерпел поражение, и была основана империя Хань. Лю Бан повелел также трём князьям проводить специальные церемонии памяти императора И-ди.